# Кургузов, Дмитрий Николаевич
Дмитрий Николаевич Кургу́зов (1903—1985) — советский конструктор самолётов.

## Биография
В 1933—1939 годах работал вместе с Николаем Поликарповым, был его ближайшим помощником в Конструкторском бюро (КБ). Занимался вопросами прочности конструкций. В 1935 году принимал участие в разработке и расчёте на прочность силовой схемы конструкции звезды для Боровицкой башни Кремля, которую спроектировали в ЦКБ-39 в бригаде Н. Н. Поликарпова и изготовили на авиазаводе № 39 им. В. Р. Менжинского. С конца 1939 года, после раздела КБ Н. Н. Поликарпова, работал в конструкторском бюро Артёма Ивановича Микояна (руководил расчётами на прочность). С 1940 года был начальником конструкторской бригады авиастроительного завода № 1.
Похоронен на Пенягинском кладбище г. Красногорск.

## Награды и премии
- Сталинская премия второй степени (1950) — за разработку и освоение новых технологических процессов при производстве самолётов
- Сталинская премия первой степени (1952) — за участие в создании самолёта «МиГ-17».